# Opatovce nad Nitrou

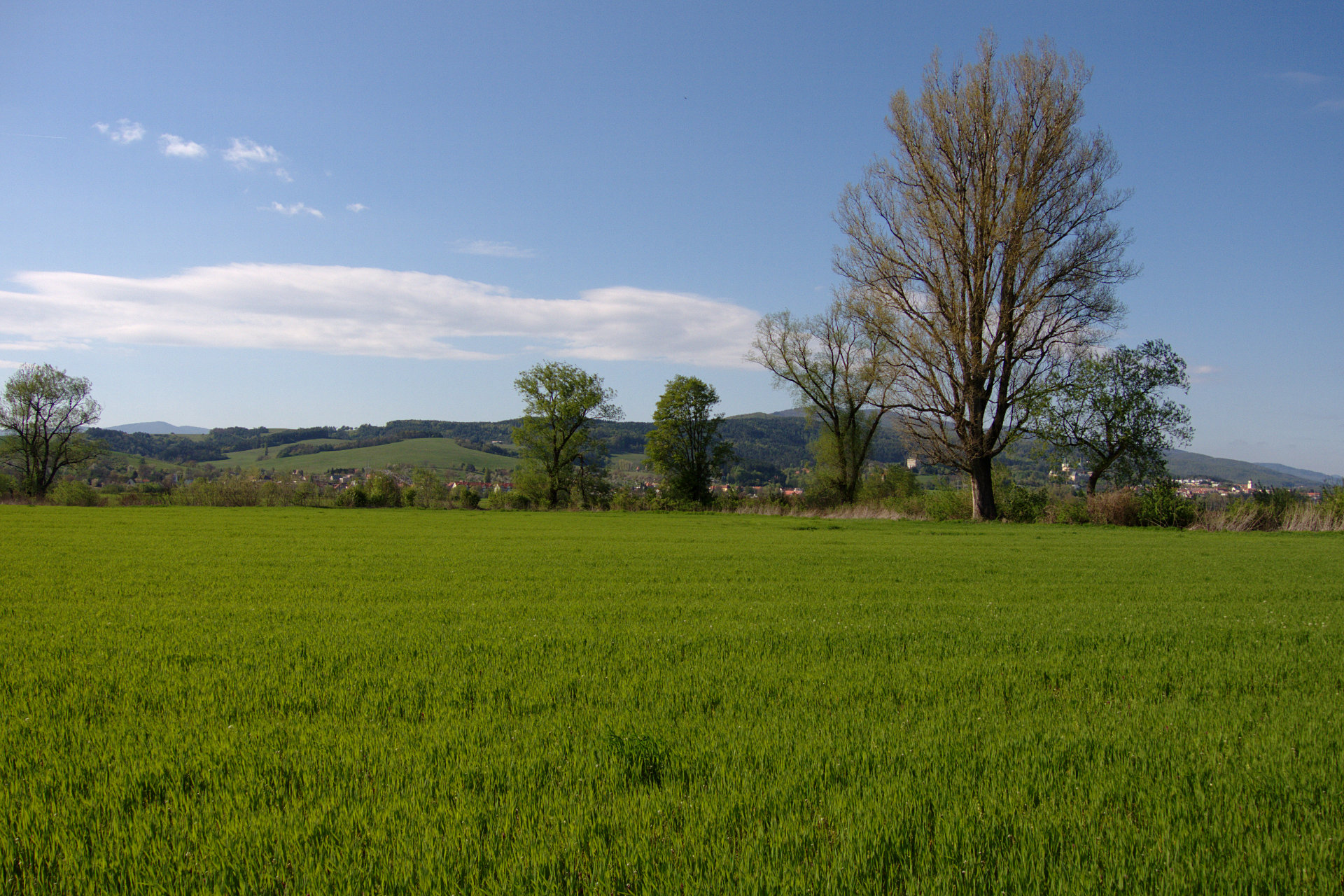
Imatge dels exteriors del poble.

Opatovce nad Nitrou és un poble i municipi d'Eslovàquia que es troba a la regió de Trenčín. La primera menció escrita de la vila es remunta al 1113.

## Demografia
| Godina             | 1994 | 2004   | 2014   | 2024   |
| ------------------ | ---- | ------ | ------ | ------ |
| Nombre de persones | 1478 | 1453   | 1568   | 1517   |
| Diferència         |      | −1,69% | +7,91% | −3,25% |

| Godina             | 2023 | 2024   |
| ------------------ | ---- | ------ |
| Nombre de persones | 1547 | 1517   |
| Diferència         |      | −1,93% |